# Сакки, Энцо
Энцо Сакки (итал. Enzo Sacchi, 6 января 1926 — 12 июля 1988) — итальянский велогонщик, олимпийский чемпион и чемпион мира.
Родился в 1926 году во Флоренции. В 1946 году выиграл велогонку Флоренция-Виареджо. Затем переключился на трековые дисциплины, в 1951 и 1952 годах становился чемпионом мира в спринте, в 1952 году также в спринте завоевал золотую олимпийскую медаль на Олимпийских играх в Хельсинки. С 1953 года перешёл в профессионалы, продолжал участвовать в различных чемпионатах вплоть до 1962 года.